# Першино (Кіржацький район)
Першино (рос. Першино) — селище у Кіржацькому районі Владимирської області Російської Федерації.
Входить до складу муніципального утворення Першинське сільське поселення. Населення становить 1497 осіб (2010).

## Історія
Населений пункт розташований на землях фіно-угорського народу мещери.
Від 10 квітня 1929 року належить до Кіржацького району, утвореного в складі Александровського округу Івановської промислової області з частини території Александровського повіту Владимирської губернії. З 11 березня 1936 року до 14 серпня 1944 року у складі Івановської області, відтак поселення перейшло до складу новоутвореної Владимирської області.
Згідно із законом від 27 травня 2005 року входить до складу муніципального утворення Першинське сільське поселення.

## Населення
| 1959 | 1970 | 1979  | 1983  | 2002  | 2006  | 2010  |
| ---- | ---- | ----- | ----- | ----- | ----- | ----- |
| 965  | ↗979 | ↗1196 | ↗1438 | ↘1369 | ↗1380 | ↗1497 |